# Преснухин, Леонид Николаевич
Леони́д Никола́евич Пресну́хин (26 августа 1918 года, деревня Харлово, Тверская губерния — 27 июня 2007 года, Зеленоград) — советский и российский учёный и конструктор, член-корреспондент АН СССР и РАН, доктор технических наук, профессор.

## Биография
Выпускник МВТУ им. Н. Э. Баумана 1942 года, тема дипломного проекта «Приборы управления стрельбой артиллерии».
В 1936—1942 годах (последовательно) конструктор НИИЧЕРМЕТ (до февраля 1941 года), завода № 251 Наркомата судостроительной промышленности (до октября 1941 года), завода «Станкострой» Наркомата вооружения (до июля 1942 года).
В 1942—1946 годах инженер, аспирант кафедры П-5 «Математические и счётно-решающие приборы и устройства» МВТУ. Кандидат технических наук (1946), тема диссертационной работы «Исследование процессов визирования и некоторые схемы механизмов наведения».
В 1945—1955 годах научный сотрудник НИИ-5 Главного управления Минобороны СССР.
В 1946—1955 годах (последовательно, как совместитель) ассистент (до 1946 года), затем доцент кафедры П-5 МВТУ. Доктор технических наук (1954), тема диссертационной работы «Исследование, расчёт и проектирование систем слежения, управляемых человеком»; профессор (1955).
В 1955—1957 годах советник ректора Пекинского политехнического института (англ. Beijing Institute of Technology)
В 1957—1966 годах (последовательно) профессор кафедры П-5 (1957—1959), декан факультета «Приборостроение» (1964—1966) МВТУ им. Н. Э. Баумана.
Первый ректор Московского института электронной техники c 1966 по 1988 год. Основатель и заведующий кафедрой вычислительной техники (1966—1988).
Похоронен в Зеленограде на Зеленоградском Центральном кладбище.

## Звания и награды
Член-корреспондент АН СССР (1984), член-корреспондент РАН (1991).
Кавалер ордена Ленина, ордена Октябрьской Революции, двух орденов Трудового Красного Знамени, многих медалей. Лауреат Государственной премии СССР (1972). Заслуженный деятель науки и техники РСФСР (1974).

## Память

Мемориальная доска на главном здании МИЭТ